# هيكتور غيريرو
هيكتور غيريرو (بالإسبانية: Héctor Guerrero؛ بالإنجليزية: Héctor Guerrero) هو مصارع محترف أمريكي ومكسيكي، ولد في 1 أكتوبر 1954 في مدينة مكسيكو في المكسيك.

## وصلات خارجية
- هيكتور غيريرو على موقع دبليو دبليو إي (الإنجليزية)
- هيكتور غيريرو على موقع CageMatch worker (الإنجليزية)
- هيكتور غيريرو على موقع قاعدة بيانات المصارعة على الإنترنت (الإنجليزية)
- هيكتور غيريرو على موقع عالم المصارعة على الإنترنت (الإنجليزية)

- الموقع الرسمي
- هيكتور غيريرو على موقع IMDb (الإنجليزية)
- هيكتور غيريرو على موقع قاعدة بيانات الفيلم (الإنجليزية)